# San Cristóforo (álbum)
San Cristóforo (Sauna de lava eléctrico) es el tercer álbum de Spinetta y los Socios del Desierto, trío formado por Luis Alberto Spinetta (voz y guitarra), Daniel Wirtz (batería) y Marcelo Torres (bajo). Fue grabado en vivo los días 20, 21 y 22 de agosto de 1998 en la Sala Pablo Picasso del Paseo La Plaza de Buenos Aires.
Publicado en formatos de CD y DVD -este último dirigido por Bruno Musso-, contiene reversiones de otras bandas de Luis Alberto Spinetta como «Ana no duerme» y «Rutas argentinas» de Almendra o «Me gusta ese tajo» y «Como el viento voy a ver» de Pescado Rabioso; un cover de una canción de Los Ratones Paranoicos, «Sucia estrella»; canciones del álbum debut de la banda como «Bosnia» y «El rebaño del pastor» (este último compuesto en la época de Pescado) y cinco sencillos inéditos —«Estás acá», «Piluso y Coquito», «San Cristóforo», «Viento del lugar» y «Tu corazón por mí». El DVD incluye un videoclip dirigido por Bruno Musso. El álbum no incluye la canción «Las olas», que también integrara la setlist interpretada en La Plaza.

## Contexto

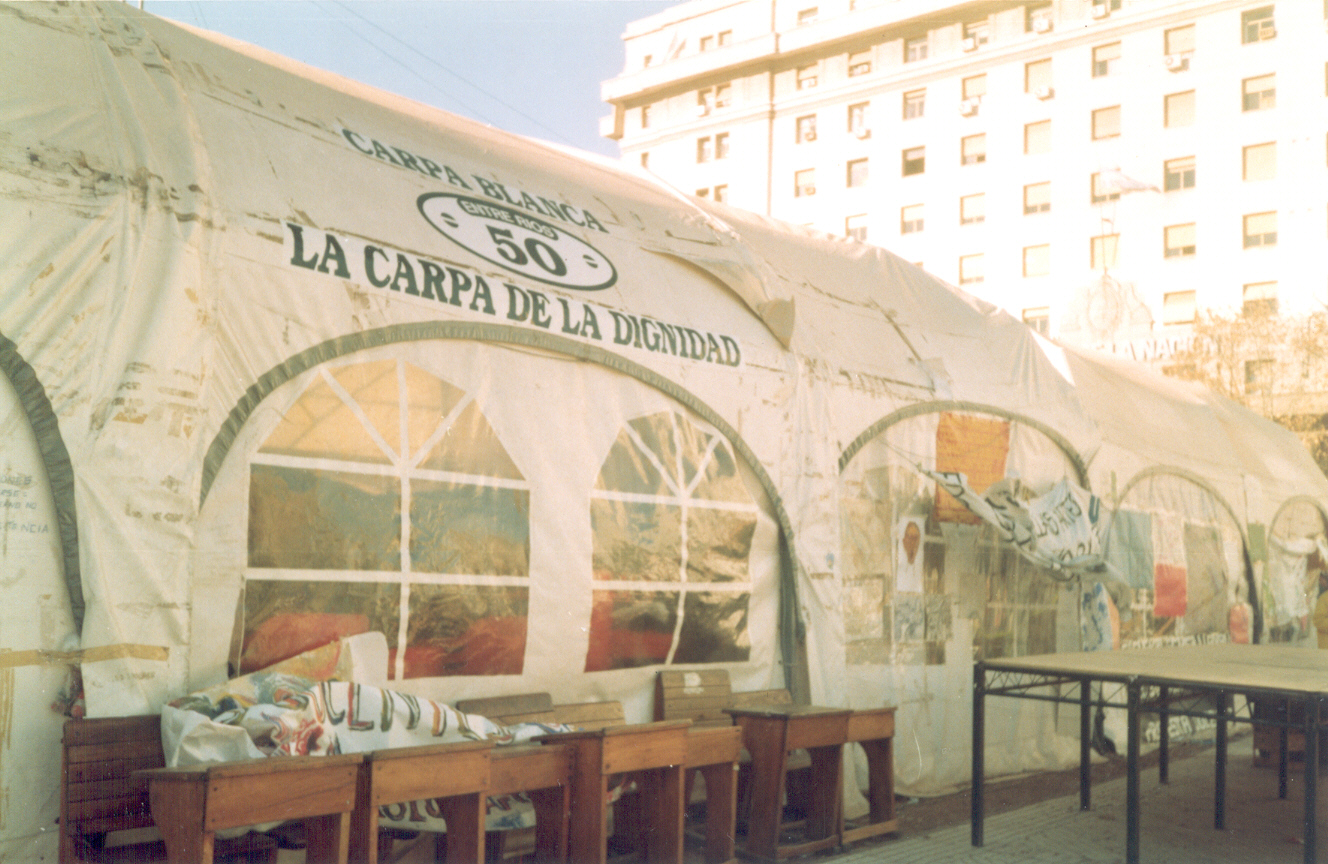
En 1997 Spinetta visitó en julio la histórica Carpa Blanca de los maestros en lucha contra el desfinanciamiento de la educación pública y en diciembre participó del festival MaestRock, realizado frente a la carpa en solidaridad con los sindicatos docentes. En 2006, Spinetta recibiría del sindicato docente, con otras personas, el nombramiento como "Maestro de vida".

1998 fue un año en medio de crisis económicas globales. A mediados de 1997 se produjo la crisis de los Tigres asiáticos, que por efecto de la globalización pronto se extiende a otras regiones del mundo: en agosto de 1998 estalló la crisis financiera rusa y en diciembre comenzó la crisis en Brasil.
Argentina, que durante el gobierno del presidente Carlos Menem (1989-1999) había llevado adelante una política radical de apertura económica y desregulación de los mercados, se mostró extremadamente vulnerable frente a las crisis globales. Precisamente en 1998 se inició la recesión de cuatro años que destruyó la mayor parte de los avances sociales que se habían obtenido durante el siglo XX y desembocó en el colapso político-humanitario de diciembre de 2001. La deuda externa había crecido y la convertibilidad del peso con el dólar había creado una situación explosiva. La desocupación masiva aparecida en 1994 y por primera vez en la historia argentina moderna, había hecho surgir dos años antes al movimiento piquetero que se encontraba por entonces en plena expansión, mientras que el desfinanciamiento de la educación pública había llevado a los maestros el año anterior a iniciar una huelga de hambre en la Carpa Blanca colocada frente al Congreso Nacional, a la que Spinetta había concurrido dos veces.
En ese contexto, que Spinetta caracterizó con la metáfora del desierto, el músico adoptó una postura frontal e intransigente y decidió recuperar el rock para hacer una música despojada y visceral, que diera prioridad a la interpretación en vivo. Para ello creó en 1994 un power trío, que se llamó Spinetta y los Socios del Desierto y que lo integró con Daniel Wirtz (batería) y Marcelo Torres. Wirtz tenía un estilo poderoso y directo, mientras que Torres, que tocaba con un bajo de cinco cuerdas, se destacaba por el talento y la complejidad de sus ejecuciones. Spinetta definió el estilo que mantuvo en esa época con expresiones como "aplanadora rítmica", "aserradero sinfónico", o "sauna de lava eléctrica" (subtítulo de San Cristóforo). Las características del power trío llevaron a Spinetta a adoptar un rol mucho más demandante desde lo físico y lo interpretativo, como cantante único de la banda y sobre todo como guitarrista.
La banda había grabado un álbum doble casi en vivo en 1995, que las empresas discográficas se negaron a editar con argumentos económicos y artísticos. Finalmente, luego de una fuerte denuncia pública de Spinetta contra el mercantilismo de las empresas musicales, a comienzos de 1997 Sony aceptó editar el álbum doble, que se agotó en una semana, lo que no impidió que fuera descatalogado por la empresa. Ese mismo año en octubre, Spinetta, junto a Los Socios y otros invitados como el Mono Fontana -decisivo en su música-, realizó su versión unplugged del ya por entonces célebre programa de MTV, que fue registrada parcialmente en el disco Estrelicia MTV Unplugged.
El estilo acústico del concierto en MTV, contrastaba con el estilo pesado y eléctrico de Spìnetta y los Socios del Desierto. Ya en la presentación de Estrelicia, Spinetta había marcado ese contraste realizando dos recitales en uno: en la primera parte los músicos que habían realizado el recital unplugged, interpretaron los sencillos del disco respetando su formato acústico de los mismos, pero en la segunda parte tocó solamente el trío, elevando el volumen y retornando al perfil de rock duro que la caracterizaba.
Finalmente la vida personal de Spinetta había cambiado considerablemente. En 1995/1996 se había separado de quien fuera su esposa durante veinte años, para iniciar una relación amorosa con la modelo Carolina Peleritti, quien fuera objeto de las canciones de amor de esos años ("Jazmín", "Diana", "Fuji", "Tu nombre sobre mi nombre", etc.). Esa relación, por la que el músico había sido objeto de acoso mediático, se había hecho pública para ese momento. Finalmente la pareja se separaría al año siguiente.

## Recital en La Plaza

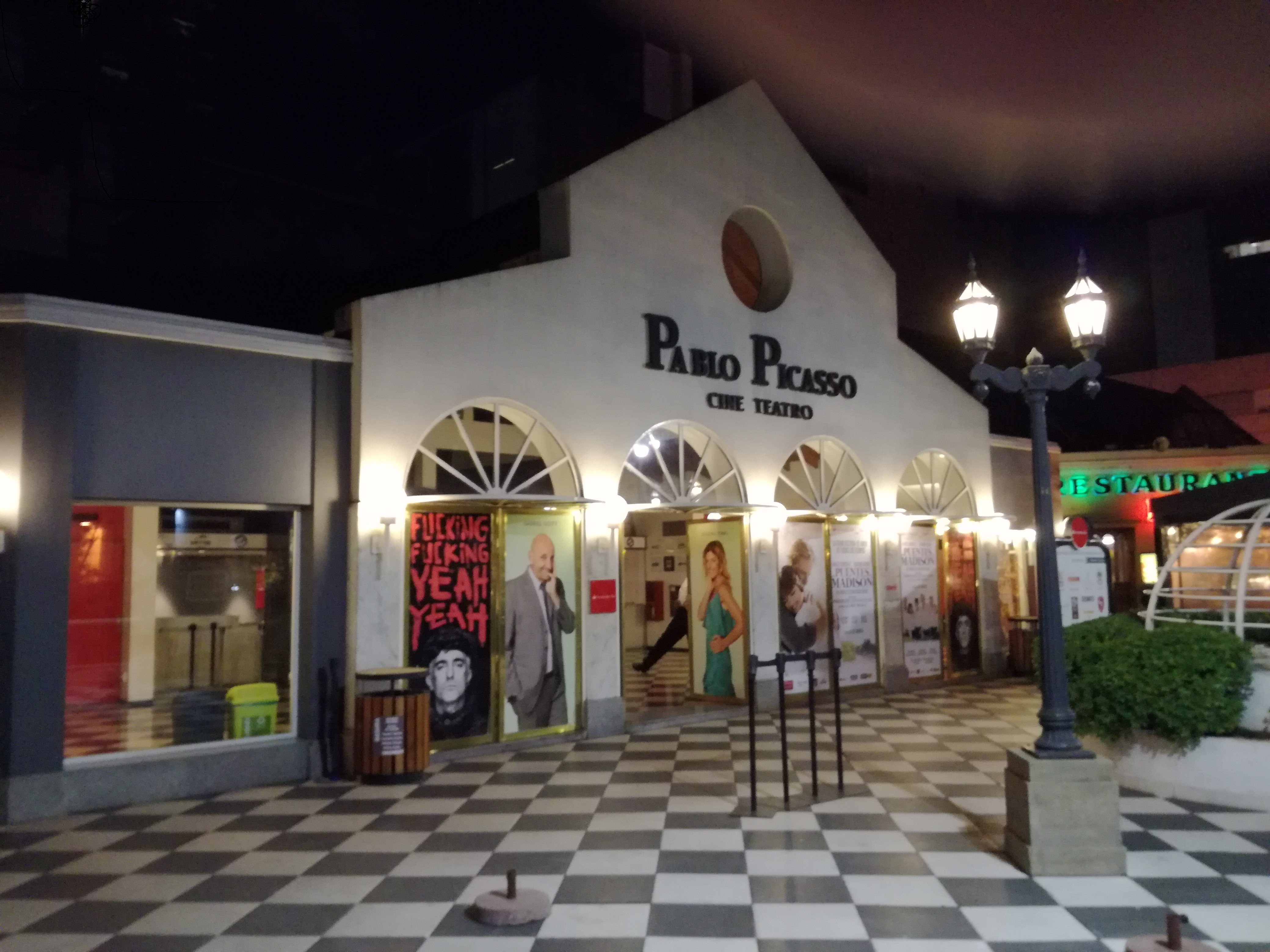
Sala Pablo Picaso en el centro cultural Paseo La Plaza donde Spinetta y los Socios del Desierto realizaron los recitales grabados en San Cristóforo.

El jueves 6 de agosto de 1998 Spinetta y los Socios del Desierto iniciaron en la Sala Pablo Picasso del complejo cultural Paseo La Plaza, un ciclo de trece recitales, durante los cuales grabarían un álbum en vivo. En total seis mil personas asistieron al show. El CD fue grabado en los shows realizados los días 20, 21 y 22 de agosto, mientras que el DVD fue grabado en los dos últimos.

## El álbum

### Título

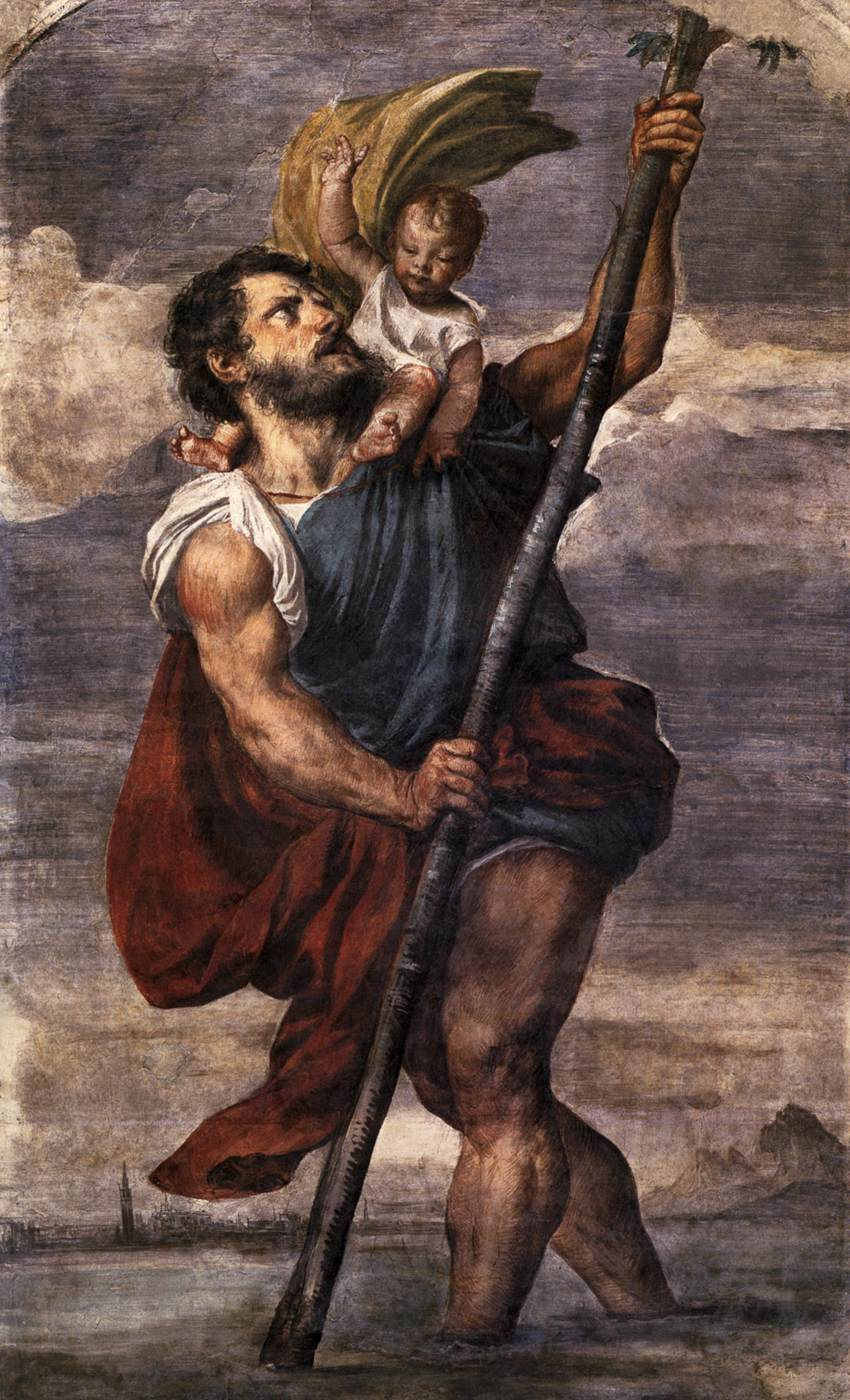
El San Cristórofo de Tiziano (1477/1490-1576).

"San Cristóforo" es el equivalente italiano de "San Cristóbal" (Spinetta, que fue educado en un colegio católico, recurría habitualmente a su herencia cultural italiana y se definía a sí mismo como "un tano que toca la guitarra"). Es uno de los catorce santos auxiliadores y es considerado santo protector de los viajeros. Su nombre significa "el que lleva a Cristo", debido a que su leyenda le atribuye haber sido un gigante que cruzó en hombros a Cristo cuando era un niño pequeño, a través de un peligroso río en el que moría la gente.
El título San Cristóforo se relaciona metafóricamente con la figura del desierto que Spinetta había elegido para caracterizar la década de los '90 y el hecho de tener que atravesarlo. Spinetta explicó públicamente en forma reiterada que para él la música tenía el poder de ayudar a las personas a atravesar la vida con dignidad (luminosamente), enfrentando el "collage de la degradación humana", pero al mismo tiempo era muy crítico de la tendencia de endiosar a los artistas. En una entrevista realizada en 2001, Spinetta decía que "la buena música eleva el espíritu: cuanto mejor escrita esté, más feliz es el alma. Quizá yo pueda ayudar a la gente y curarla con la música. Es una buena meta, pero es un poco utópica".
La gráfica del álbum recurre a la idea de protección que conlleva San Cristóforo y su imagen, pero también emplea el humor, recomendando como método alternativo de protección, usar condón.
Bruno Musso, director del DVD y el videoclip incluido, explicó que su visión de San Cristóforo era la de "ese santo que avanza eternamente, mientras la realidad le pasa de largo".

### Arte gráfico
La gráfica del álbum es obra de Juan Pablo Cambariere, y Horacio Cófreces ("Colifósforo y rabanitti").
La tapa del CD y el DVD es una distorsión saturada de color de una de las estampitas más difundidas de San Cristóbal, en la que el santo aparece cruzando el río apoyado en un palo, con Jesús sobre el hombro derecho.
La contratapa del CD es una continuidad de la imagen frontal, sin la presencia del santo, pero la contratapa del DVD es diferente, y sobre un fondo de cartón, se destacan una foto de Spinetta cantando y una escarapela argentina.
Dentro de la caja del CD, inserto en la esquina inferior izquierda, venía una estatuilla plástica en color gris cromado de San Cristóbal. En una de las canciones más conocidas de Spinetta, "El anillo del Capitán Beto" (1976), la letra menciona que el chófer del colectivo-nave espacial que protagoniza el sencillo, tiene en su cabina "la estampita de un santo", junto al retrato de Gardel.
La gráfica interior del álbum tiene un panel que corresponde al fondo del espacio en el que se coloca el disco, que sobre un fondo de cartón contiene dos instrucciones de "protección", divididas por una línea punteada. Del lado izquierdo, bajo una silueta de San Cristóbal con Jesús al hombro, está impreso un aviso que dice:

PROTECCIÓN 1. TOME LA ESTATUILLA Y COLOQUELA EN SU VEHICULO.

Del lado derecho se encuentra la segunda "protección":

PROTECCIÓN 2. USE PRESERVATIVO

La segunda protección incluye las instrucciones completas con los pasos para poner correctamente el preservativo, ilustradas.
En folleto interior reproduce una caja de embalaje, en el que se encuentran las letras de las canciones. Una de sus láminas tiene una frase impresa en letras grandes que dice:

Escúchelo bien fuerte. El santo lo liberará de toda la rufa.

También aparecen logos automovilísticos como el de la Asociación de Concesionarios Ford, STP, TC en Rafaela, una imagen de Gardel, el hombrecito de los neumáticos Michelin, una advertencia que dice "Atención: Material Eléctrico", fotos de los músicos y una escarapela argentina.

### Contenido
Spinetta concibió Los Socios del Desierto como una banda para tocar en vivo. Era la consecuencia de una postura ideológica y musical que recurrió al lenguaje directo y visceral para enfrentar al "desierto". Años después el bajista Javier Malosetti se encontró en un reportaje con Marcelo Torres y sintió la necesidad de transmitirle lo que la banda producía en vivo:

Cuando los vi en vivo me rompieron la cabeza. Los Socios del Desierto te demolían, te arruinaban, eran tremendos... Te lo quería decir, loco.
Javier Malosetti a Marcelo Torres, 2012

Se trata del álbum en el que más se despliega la faceta roquera y pesada de Spinetta. Los mismos productores de la banda difundían los recitales en La Plaza, describiéndolo como "un espectáculo salvaje y ensordecedor, 100 % rockero". "¿Revancha del unplugged?", se preguntaba un periodista del diario La Nación, y él mismo se contestaba: "es posible". Otro periodista del mismo medio decía: "Parece que Spinetta decidió, después del unplugged, volver a la furia; y volvió". El propio Spinetta sintetizaba San Cristóforo  en la conferencia de prensa previa con las siguientes palabras:

Es un poco: "¡amantes de lo acústico, abstenerse!".
Luis Alberto Spinetta

En esa misma conferencia de prensa Spinetta insistió en que buscaba un volumen y un sonido que se acercara al heavy metal, definiendo la serie de conciertos en La Plaza como "una peña de acero inoxidable" y bromeando sobre la capacidad "volumétrica" de Daniel Wirtz, diciendo que antes había sido "presidente de SOMISA", la fábrica metalúrgica más grande de Argentina. Para Spinetta, San Cristóforo significaba llevar hasta las últimas consecuencias la identidad física y testimonial con que habían nacido Los Socios del Desierto: "sentir que podemos realmente dar una vuelta de tuerca a lo que estamos haciendo".
En el álbum Spinetta utiliza intensamente la distorsión, por la que siempre sintió un gusto muy especial, que le permitía experimentar nuevos sonidos. Aspiraba a desarrollar un nuevo tipo de rock duro a partir de sonidos sintetizados con mucha distorsión y, si bien no llegó a darle forma definitiva, fue con Los Socios y especialmente en San Cristóforo, cuando más avanzó en ese camino:

He probado usar sonidos sintetizados con mucha distorsión y se producen unas cosas que honestamente nunca me he atrevido a grabar. Todavía no entré en esa etapa, quizás en algún momento lo haga. Es como que todos esos armónicos se ahogan en la distorsión y se produce un sonido que es absolutamente monstruoso y muy grosso como para componer un tipo de rock duro muy moderno. No como los viejos heavy metal que escuchamos, creo que es otro concepto. En una época me gustaba mucho probar así los single nuevos con Los Socios del Desierto. Nos encerrábamos acá con el trío y yo probaba cosas, como un sonido de cuerdas con percusión, y además le ponía una distorsión muy fuerte. Se producía una especie de aserradero sinfónico. Es algo que incluye sonoridades que no son habituales, andá a saber qué es lo que hay que componer para usar todo eso. Son desafíos que me quedan pendientes

Pregunta: ¿Y cómo definirías ese sonido?

Como el de todo el mar consumiéndose en el mismo momento. La distorsión es algo que me gusta. Pienso que inclusive la literatura distorsiona.
Luis Alberto Spinetta en Martropía (46-47)

### sencillos
"Piluso y Coquito" fue estrenado en Chile. Originalmente fue compuesto para una tira de dibujos animados que se iba a llamar "El Capitán Piluso".

## Impresiones
La poeta argentina Alba Murúa menciona el álbum en un poema titulado "Todas las hojas", escrito para expresar su pesar por la muerte de Spinetta:

Todas las hojas...
Y pusiste aquel disco de vinilo Artaud
me lo explicaste y lo escuché
mientras tus dedos me tocaban
como a la piel rosada del durazno

O aquella otra noche
te acordás
cuando San Cristóforo
y nos reíamos 
y más piel 
y tantos besos
y tanta poesía

Ahora estás llorando
lejos
y esta tristeza que sobrevuela Buenos Aires
te trae a mí:
lo despedimos juntos
y más
ausencia.
Albura, febrero 2012

## Lista de temas
| N.º | Título                     | Escritor(es)              | Duración |  |
| 1.  | «Estás acá»                | Wirtz, Torres, Spinetta   | 3:19     |  |
| 2.  | «Piluso y Coquito»         | Spinetta                  | 4:25     |  |
| 3.  | «Como el viento voy a ver» | Spinetta                  | 6:12     |  |
| 4.  | «Me gusta ese tajo»        | Amaya, Frascino, Spinetta | 4:37     |  |
| 5.  | «San Cristóforo»           | Torres, Spinetta          | 5:38     |  |
| 6.  | «El rebaño del pastor»     | Spinetta                  | 6:56     |  |
| 7.  | «Bosnia»                   | Spinetta                  | 6:59     |  |
| 8.  | «Ana no duerme»            | Spinetta                  | 5:22     |  |
| 9.  | «Sucia estrella»           | Juanse                    | 5:17     |  |
| 10. | «Rutas argentinas»         | Spinetta                  | 4:23     |  |
| 11. | «Viento del lugar»         | Spinetta                  | 7:55     |  |
| 12. | «Tu corazón por mí»        | Spinetta                  | 3:57     |  |

## Músicos
- Daniel Wirtz: Batería.
- Marcelo Torres: Bajo.
- Luis Alberto Spinetta: Guitarra y voz.